# Miriam Defensor Santiago
Pour les articles homonymes, voir Santiago (homonymie).
Miriam Defensor Santiago, née le 15 juin 1945 à Iloilo (Commonwealth des Philippines) et morte le 29 septembre 2016 à Taguig (Philippines), est une femme politique philippine.

## Biographie
Miriam Defensor Santiago est diplômée d'une maîtrise en droit et d'un doctorat en sciences juridiques de l'université du Michigan.
Elle est major de promotion à tous les niveaux - primaire, secondaire et universitaire. Elle entre dans l'histoire de l’université des Philippines (UP) lorsqu'elle devient la première femme rédactrice en chef du journal étudiant Philippine Collegian, brisant ainsi une domination masculine vieille de 50 ans. Elle remporte le prix du meilleur débatteur à l'UP et décroche aussi un titre de beauté sur le campus, par deux fois.
Elle occupe plusieurs postes prestigieux durant sa carrière, comme celui de présidente du tribunal régional de Quezon City et est aussi commissaire à l'Immigration ainsi que secrétaire à la Réforme agraire. Elle est également sénatrice entre 1995 et 2001 puis entre 2004 et 2016.
En décembre 2011, elle est élue juge à la Cour pénale internationale mais doit s'en écarter en juin 2014 pour cause de problèmes de santé.
Candidate à l’élection présidentielle de 1992, elle arrive deuxième derrière Fidel Ramos, après un décompte entaché de soupçons de fraude. Elle est candidate à l'élection présidentielle de 2016 et termine en cinquième position.
Elle meurt le 29 septembre 2016 d'un cancer des poumons et est décorée à titre posthume de la Quezon Service Cross, la plus haute distinction civile des Philippines. Après une messe célébrée à la cathédrale de Cubao, sa dépouille est enterrée au Loyola Memorial Park à Marikina.